# Blas Roca-Rey
Blas Roca-Rey (Lima, 21 gennaio 1961) è un attore peruviano naturalizzato italiano.

## Biografia
Nato in Perù, figlio dello scultore peruviano Joaquin Roca Rey, si trasferisce in Italia lavorando come attore. Tra i suoi lavori, i film: Facciamo fiesta (1997), regia di Angelo Longoni, Ecco fatto (1998) e Ricordati di me (2003), entrambi diretti da Gabriele Muccino, e La cena per farli conoscere (2007), regia di Pupi Avati. Nel 1987 appare nel cortometraggio Exit di Pino Quartullo e Stefano Reali, che verrà candidato all'Oscar come miglior cortometraggio. Tra i lavori per il piccolo schermo, le fiction: Valeria medico legale (2000-2002), regia di Gianfrancesco Lazotti, e Scusate il disturbo (2009), regia di Luca Manfredi. Dal 2007 al 2009 è stato guest star di Un posto al sole, dove ha interpretato Cesare D'Onofri.

## Vita privata
Dalla prima moglie, ha avuto un figlio, Paolo, nato nel 1991. Nel 1994 si legò sentimentalmente all'attrice Amanda Sandrelli, da cui ha avuto due figli, Rocco (1997) e Francisco (2004), e con cui è stato fino alla loro separazione, avvenuta nel 2013. Attualmente vive con l'attrice Monica Rogledi, da cui ha avuto una figlia, Anna. Vive e lavora in Italia. Si considera ateo.

## Filmografia

### Cinema
- Exit, regia di Pino Quartullo e Stefano Reali – cortometraggio (1985)
- Storia d'amore, regia di Francesco Maselli (1986)
- Non è romantico?, regia di Giovanna Sonnino (1991)
- Centro storico - Donne sottotetto, regia di Roberto Giannarelli (1992)
- Di quale Amore, regia di Nello Correale (1994)
- Facciamo fiesta, regia di Angelo Longoni (1997)
- Ecco fatto, regia di Gabriele Muccino (1998)
- Ricordati di me, regia di Gabriele Muccino (2003)
- Un amore possibile, regia di Amanda Sandrelli – cortometraggio (2004)
- Margherita, regia di Marco Speroni – cortometraggio (2005)
- La cena per farli conoscere, regia di Pupi Avati (2007)
- Christine Cristina, regia di Stefania Sandrelli (2009)
- La tana del bianconiglio, regia di Linda Parente – cortometraggio (2011)
- Barbara ed io, regia di Raffaele Esposito (2015)
- Domani è un altro giorno, regia di Simone Spada (2019)

### Televisione
- Piazza Navona, epis. La vacanza, regia di Roger Guillot – serie TV (1988)
- È proibito ballare, regia di Pupi Avati – sitcom (1989)
- Il gorilla, regia di Maurizio Lucidi, episodio Le gorille dans le cocotier (1991)
- Ci vediamo in tribunale, regia di Domenico Saverni – film TV (1996)
- Le madri, regia di Angelo Longoni (1999)
- Non lasciamoci più – serie TV, episodio 1x01 (1999)
- Valeria medico legale – serie TV (2000-2002)
- Don Matteo – serie TV, episodio 2x16 (2001)
- Stiamo bene insieme – serie TV (2002)
- Part Time, regia di Angelo Longoni – miniserie TV (2004)
- La squadra – serie TV (2004)
- Un anno a primavera, regia di Angelo Longoni – miniserie TV (2005)
- Il capitano – serie TV (2005)
- Il bell'Antonio, regia di Maurizio Zaccaro – miniserie TV (2005)
- Distretto di Polizia – serie TV, episodi 6x12-6x25 (2006)
- Il giudice Mastrangelo – serie TV, episodio 2x03 (2007)
- Un posto al sole – soap opera (2007-2009)
- Caravaggio, regia di Angelo Longoni – miniserie TV (2008)
- Scusate il disturbo, regia di Luca Manfredi – miniserie TV (2009)
- Fuoriclasse – serie TV (2011)
- Un cuore matto, regia di Luca Manfredi (2013)

## Teatro
- Rozzi, intronati straccioni e ingannati, regia di Pino Quartullo (1985)
- Tentativi di passione, regia di Pino Quartullo (1985)
- Storia del biliardo, regia di R. De Baggis (1986)
- Cece, regia di R. De Baggis (1987)
- La mandragola, regia di Pino Quartullo (1987)
- La bottega del caffè, regia di Gianfranco De Bosio (1989)
- Miles Glorosu, regia di Maurizio Scaparro (1990)
- Zozos, regia di M. Costa (1990)
- Il cielo altissimo e confuso, regia di Giorgio Crisafi (1990)
- Né in cielo né in terra, regia di Duccio Camerini (1992)
- L'insolazione, regia di R. Cavallo (1992)
- O di uno o di nessuno, regia di Marco Parodi (1992)
- Bruciati, regia di Angelo Longoni (1993)
- Cinque, regia di Duccio Camerini (1994)
- La ch'unga, regia di Luca De Fusco (1994)
- L'inno dell'ultimo anno, regia di Maurizio Panici (1994)
- La veneziana, regia di S. Keradmand (1995)
- Gianni, Ginetta e gli altri, regia di Lina Wertmüller (1996)
- Privacy, regia di Duccio Camerini (1997)
- Vaiolo, regia di Edoardo Erba (1997)
- A perdere, regia di Duccio Camerini (1997)
- Atridi, regia di M. Panici (1998)
- Capitolo II, regia di Patrick Rossi Gastaldi (1999)
- Xanax, regia di Angelo Longoni (2002)
- La vecchia singer, regia di Bruno Maccallini (2002)
- L'altra metà, regia di Piero Maccarinelli (2003)
- Tre delitti, regia di Bruno Maccallini (2003)
- Calcoli, regia di Gianni Clementi (2005)
- Il fantasma, regia di L. Gioielli (2005)
- Col piede giusto, regia di Angelo Longoni (2009)
- Ladro di razza di Gianni Clementi, regia di Marco Mattolini (2013)
- Ferro di Francesco Di Chio, regia di Marco Mattolini (2014)